# Goniaspis obscurata
Goniaspis obscurata är en tvåvingeart som beskrevs av Oswald Duda 1930. Goniaspis obscurata ingår i släktet Goniaspis och familjen fritflugor. Inga underarter finns listade i Catalogue of Life.